# Hallelujaaah! 100 dingen doen voor je sterft
Hallelujaaah! (100 dingen doen voor je sterft) was een realityprogramma op VIER waarin beste vrienden Nico Sturm en David Dermez een lijst opstellen van 100 zaken die ze willen realiseren voor je sterft. Het programma ging op 25 maart van start. Er werden 10 afleveringen geproduceerd, maar om onbekende redenen zijn er slechts 8 uitgezonden.

## Uitdagingen
- op zoek gaan naar walvissen op volle zee
- een villa met de grond gelijkmaken
- in de lucht vliegen met een jetpack
- bejaarden van een rusthuis een fijne nacht wensen
- een hele snackmuur leegeten
- op tien weken tijd doedelzak kunnen spelen

## Kijkcijfers

### Seizoen 1
| Afl. | Kijkcijfer (Live) | Uitzenddatum België |
| ---- | ----------------- | ------------------- |
| 1    | 244.306           | 25 maart 2013       |
| 2    | 267.167           | 1 april 2013        |
| 3    | 213.394           | 8 april 2013        |
| 4    | 155.381           | 15 april 2013       |
| 5    |                   | 22 april 2013       |
| 6    | 131.176           | 29 april 2013       |
| 7    | 115.680           | 5 mei 2013          |